# NFF Futsal Cup
La NFF Futsal Cup è stata la coppa nazionale norvegese di calcio a 5, organizzata dalla NFF. La competizione è stata organizzata in sole due edizioni, 2013 e 2014, vinte rispettivamente da Solør e Grorud.

## Albo d'oro
| 2013 Dettagli | Solør  | Vadmyra        |
| 2014 Dettagli | Grorud | Vegakameratene |